# Richie Mehta
Richie Mehta (né à Mississauga, Ontario) est un réalisateur de film canadien.

## Biographie
Son premier film, Amal, sorti en 2008, fut nommé pour le Meilleur Film et pour le Meilleur Réalisateur à la 29e cérémonie des prix Génie.
Son frère Shaun est écrivain. Amal est tiré d'une nouvelle de sa collection A Slice of Life de 2005. Ils ne sont par contre par reliés à la réalisatrice canadienne d'origine indienne Deepa Mehta.
Mehta a étudié au sein de l'Université de Toronto à Mississauga, et rejoignit The Medium, le journal universitaire de l'UTM comme éditeur artistique et rédacteur en chef.

## Filmographie
- 2007 : Amal (en)
- 2013 : Siddharth
- 2014 : Le Chemin du passé (I'll Follow You Down)